# Huangcheng (sockenhuvudort i Kina, Qinghai Sheng, lat 37,61, long 101,20)
Huangcheng (kinesiska: 皇城, 皇城蒙古族乡) är en sockenhuvudort i Kina. Den ligger i provinsen Qinghai, i den nordvästra delen av landet, omkring 120 kilometer nordväst om provinshuvudstaden Xining. Antalet invånare är 1 921. Befolkningen består av 828 kvinnor och 1 093 män. Barn under 15 år utgör 18,0 %, vuxna 15-64 år 77 %, och äldre över 65 år 4,0 %.
Runt Huangcheng är det ganska glesbefolkat, med 26 invånare per kvadratkilometer. Huangcheng är det största samhället i trakten. Trakten runt Huangcheng består i huvudsak av gräsmarker.
Genomsnittlig årsnederbörd är 735 millimeter. Den regnigaste månaden är juli, med i genomsnitt 162 mm nederbörd, och den torraste är januari, med 2 mm nederbörd.